# Fátima Muriel
Fátima Muriel (Puerto Limón, Putumayo, 21 de mayo de 1950) es la presidenta de la Alianza de Organizaciones de Mujeres “Tejedoras de Vida” en Putumayo, Colombia.

## Educación
Es docente y especialista en educación y gestión cultural. Tiene un mágister en estudios de Género y Mujeres de la Universidad de Granada en España.

## Trayectoria
Ha trabajado como supervisora de educación el Putumayo por 40 años, un cargo que le ha permitido ver varios retos económicos-sociales de la región. Putumayo, siendo una área impactada por el conflicto armado, ha sido escena de varios problemas incluso la violación de los DD.HH. Muriel ha trabajado mucho en este campo, defendiendo los DD.HH., especialmente los derechos de las mujeres, niñas y niños. Ha trabajado con prevenir el reclutamiento forzado de niños y niñas hecho por las FARC en Putumayo. Ella fue víctima directa del conflicto con el asesinato de su hermano mayor y menor en diferentes hechos de violencia, y con el atentado y secuestro de su esposo por las FARC. Esto la obligó al desplazamiento forzado y que tenía que abandonar sus tierras y propiedades.  Desde el año 2005,  fundó junto con otras lideresas la construcción de la Alianza de Organizaciones de Mujeres “Tejedoras de Vida” del Putumayo, asumiendo la presidencia de la organización.
Actualmente, la Alianza junta 65 organizaciones de mujeres, incluso organizaciones  productivas, defensoras del medio ambiente, campesinas, indígenas y afros. Su labor con la defensa de los derechos de las mujeres en el departamento la hizo merecedora del Premio Antonio Nariño a los DD.HH. en 2011 de la Embajada de Francia y Alemania en Colombia. También la Alianza logró en un ejercicio participativo la aprobación de la primera política pública de la mujer y equidad de género del departamento de Putumayo. 
La Alianza hace un función importante en promover equidad de género y la participación política de las mujeres en la implementación de los acuerdos de paz. Se resalta su rol en el proceso de reconstrucción de la memoria histórica de las mujeres víctimas del conflicto, por ejemplo a través de los ‘Murales de la Verdad’.